# Fakulteta za slovenske in mednarodne študije

Fakulteta za slovenske in mednarodne študije (kratica FSMŠ) je zasebna fakulteta in članica Nove univerze. Sedež ima v znameniti Drofenigovi hiši v Ljubljani. Ustanovljena je bila leta 2012.
Ponuja študij slovenoslovja na vseh treh stropnjah. Njena direktorica je Polona Zoja Jambrek, hči Petra Jambreka. Študij poteka v Ljubljani in Mariboru.
Od leta 2013 FSMŠ izdaja revijo Dignitas.
Fakulteta je v šolskem letu 2021/2022 vpisala pet (5) študentov).

## Zgodovina
Ustanovil jo je blejski Inštitut za ustavno ureditev in človekove pravice direktorice Olge Jambrek in prokurista Petra Jambreka. Leta 2017 se je preimenovala iz Fakulteta za slovenske in mednarodne študije, Kranj v Fakulteta za slovenske in mednarodne študije, Nova univerza, katere ustanovna članica je fakulteta sama. Leta 2019 je preselila svoj sedež iz Predoselj v Ljubljano.

## Organiziranost
- Direktorica: Polona Zoja Jambrek
- Dekanja: Ignacija Fridl Jarc
- Prodekanja za študijske zadeve: Manca Erzetič (tudi predsednica Komisije za kakovost NU, FSMŠ)[12]
- Prodekan za raziskovalno in razvojno dejavnost: Dejan Valentinčič

## Študijski centri
- Ljubljana (Mestni trg 23, 1000 Ljubljana)
- Maribor (Prešernova ulica 17, 2000 Maribor)

## Nekdanji dekani
- Polona Tratnik[13]

## Kontroverze
Dimitrij Rupel je leta 2018 v prispevku za portalplus.si tedanjo ministrico za izobraževanje, znanost in šport Majo Makovec Brenčič obtožil, da je obisk njega in Petra Jambreka neupravičeno prijavila Komisiji za preprečevanje korupcije kot stik z lobistoma, ko sta jo junija 2016 »želela seznaniti z delovanjem Fakultete za slovenske in mednarodne študije, Nove univerze ter še z enim raziskovalnim projektom«.